# Parc national des Voyageurs
Pour les articles homonymes, voir Voyageur.
Le parc national des Voyageurs (en anglais, Voyageurs National Park) est un parc national américain situé dans le Nord de l'État du Minnesota, près de la ville d'International Falls. Fondé en 1975, c’est le seul parc national du Minnesota. 

## Présentation
Le parc national des Voyageurs longe la frontière entre le Canada et les États-Unis le long de la rivière Pigeon.
Le nom du parc rappelle les négociants de fourrure canadiens (trappeurs et coureurs des bois) qui restèrent les seuls habitants blancs pendant des années à faire la traite des fourrures. Le parc offre de nombreux cours d'eau qui permettent aux kayakistes de pratiquer leur sport. La péninsule de Kabetogama qui constitue l'essentiel du parc, est accessible uniquement par bateau. Le parc accueille environ 200 000 visiteurs par an.

## Description et faune
Le parc englobe la péninsule de Kabetogama, ainsi que 4 lacs principaux : la partie américaine du lac à la Pluie, la partie américaine du lac Namakan et du lac Sand Point, et la totalité du lac Kabetogama (104 km²). Au total le parc abrite une trentaine de lacs et 900 îles ou îlots.
La faune comprend, chez les mammifères, des loups, des ours noirs, des élans, des cerfs de Virginie, des castors, des loutres, des rats musqués, des renards et des belettes. Parmi les oiseaux, citons les cormorans, plongeons, chouettes, dindons sauvages ou l'emblématique pygargue à tête blanche. 

## Galerie

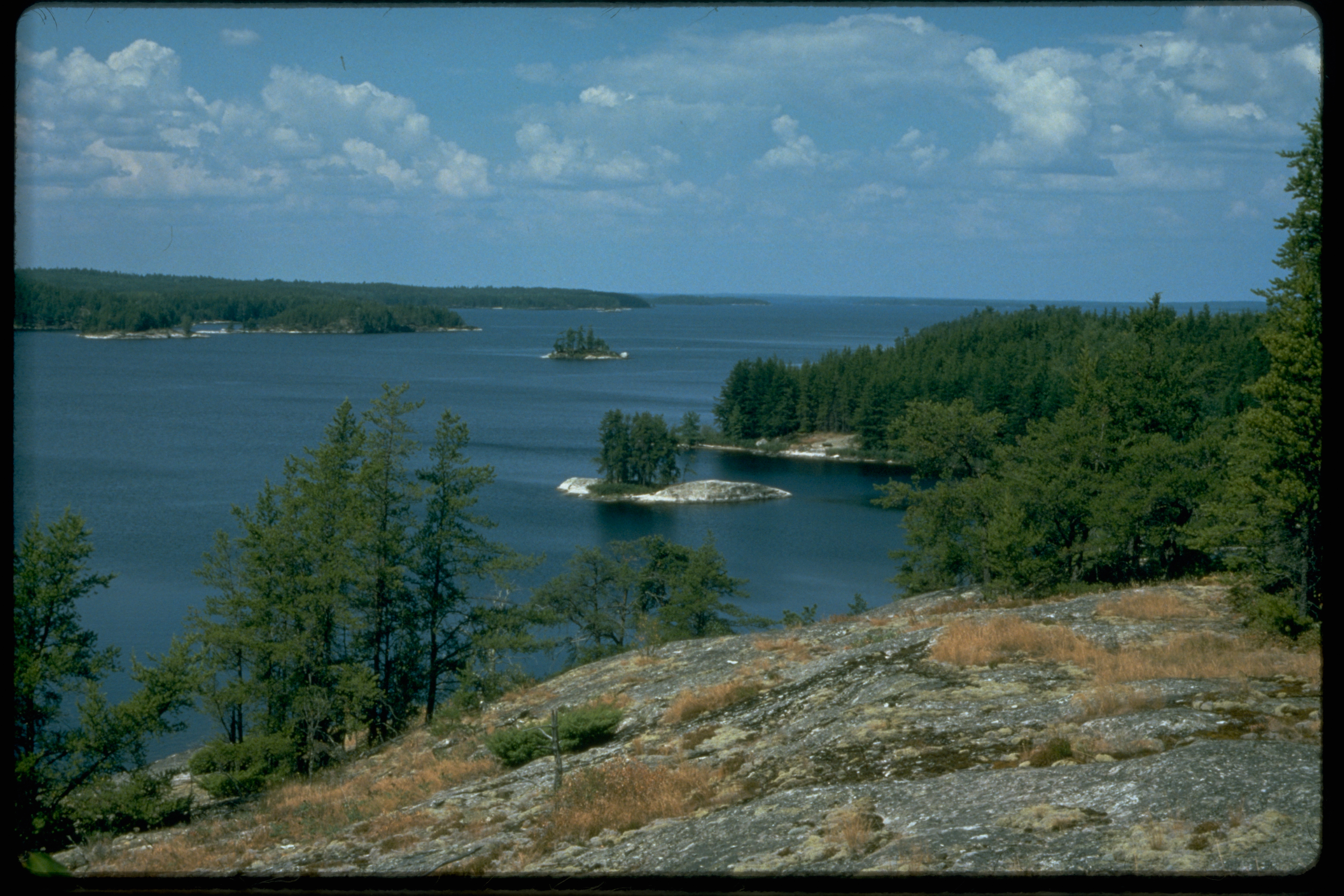
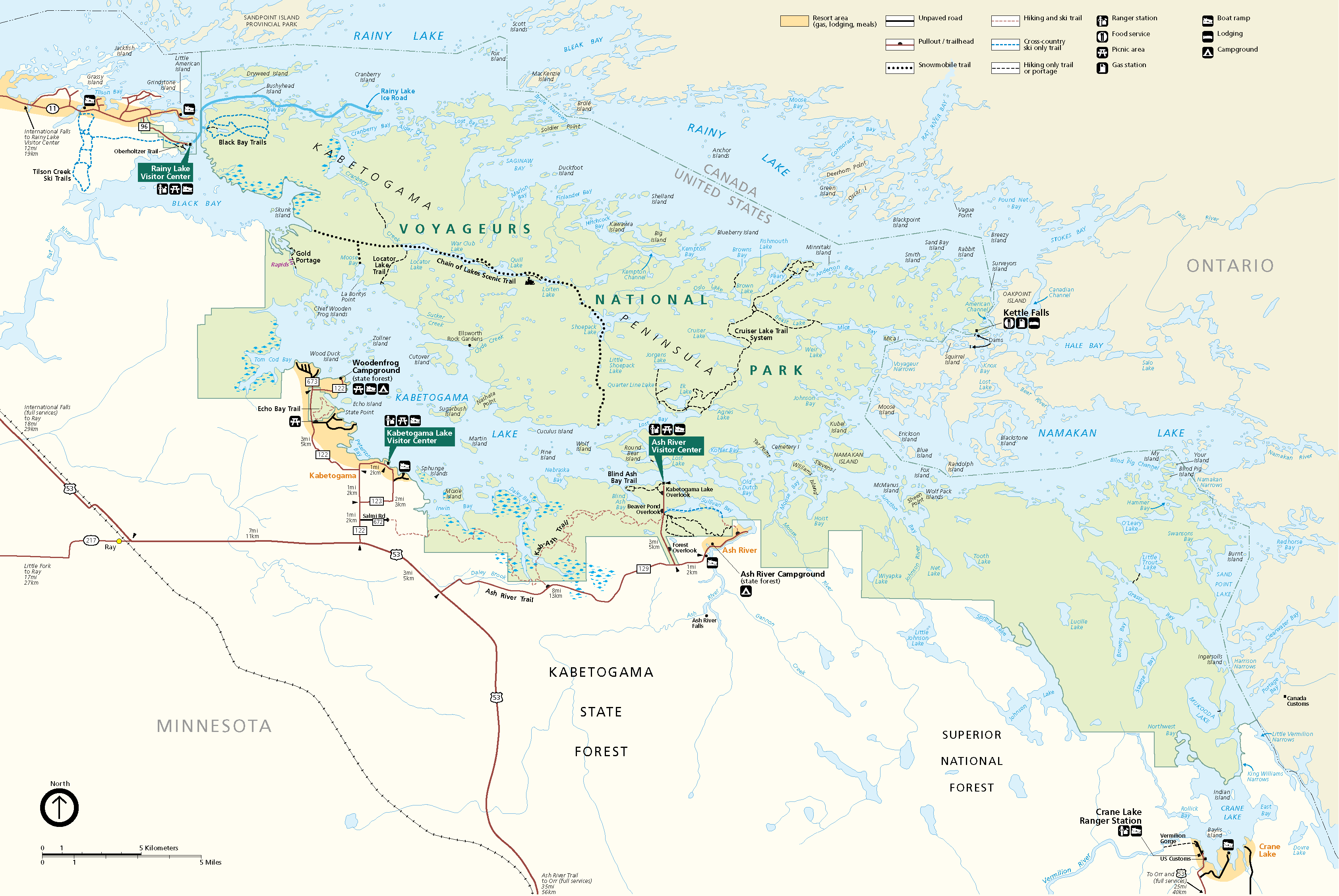
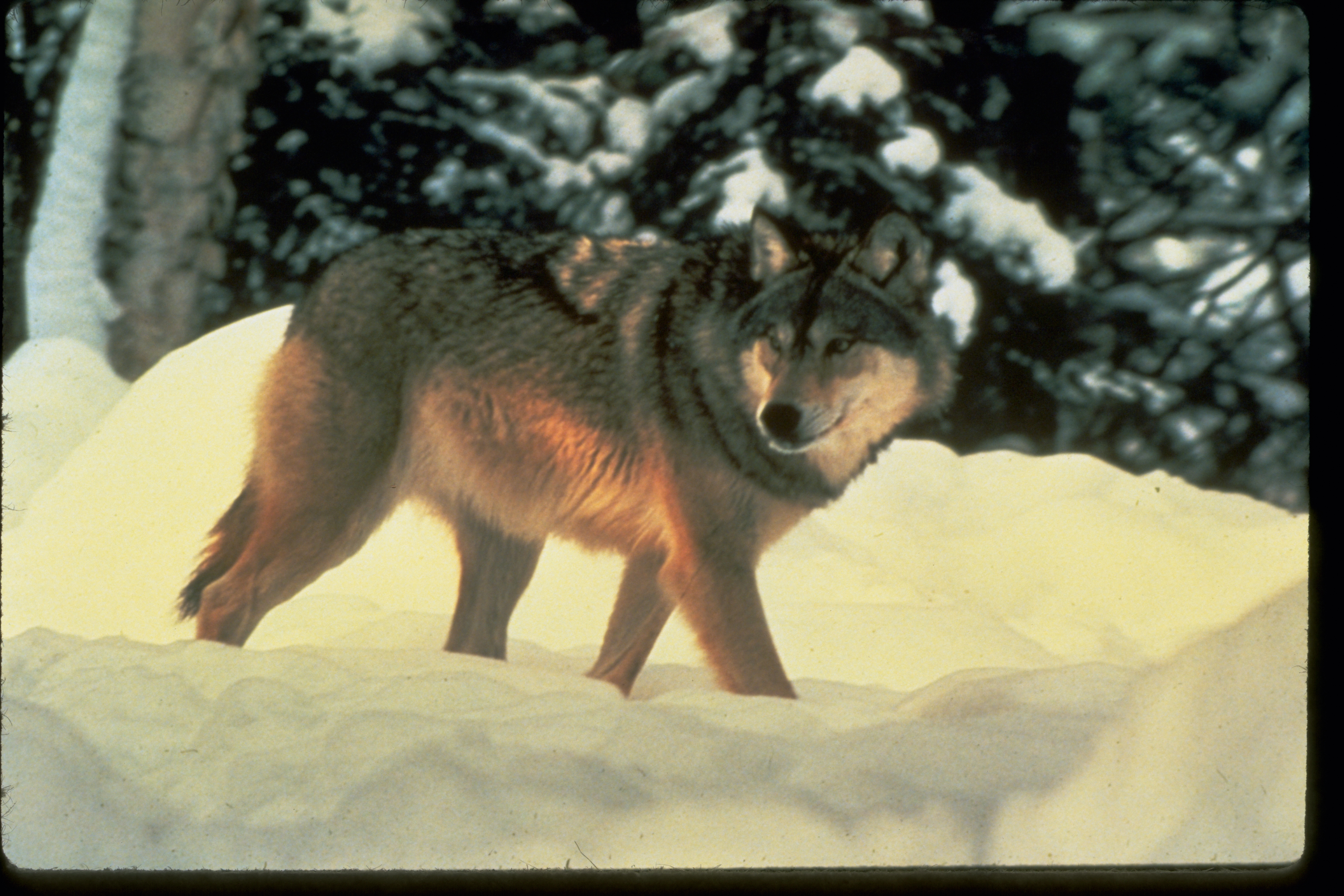
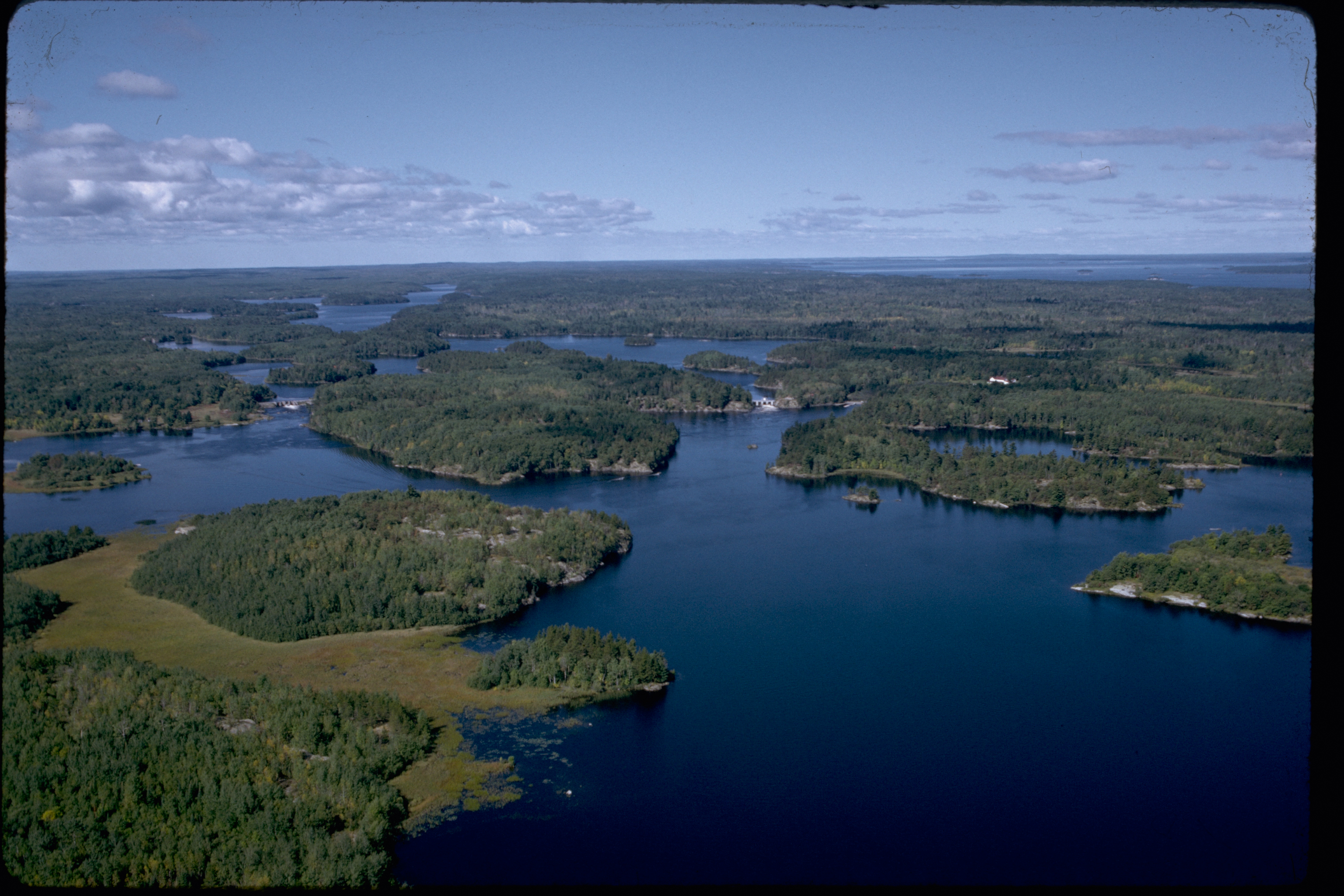
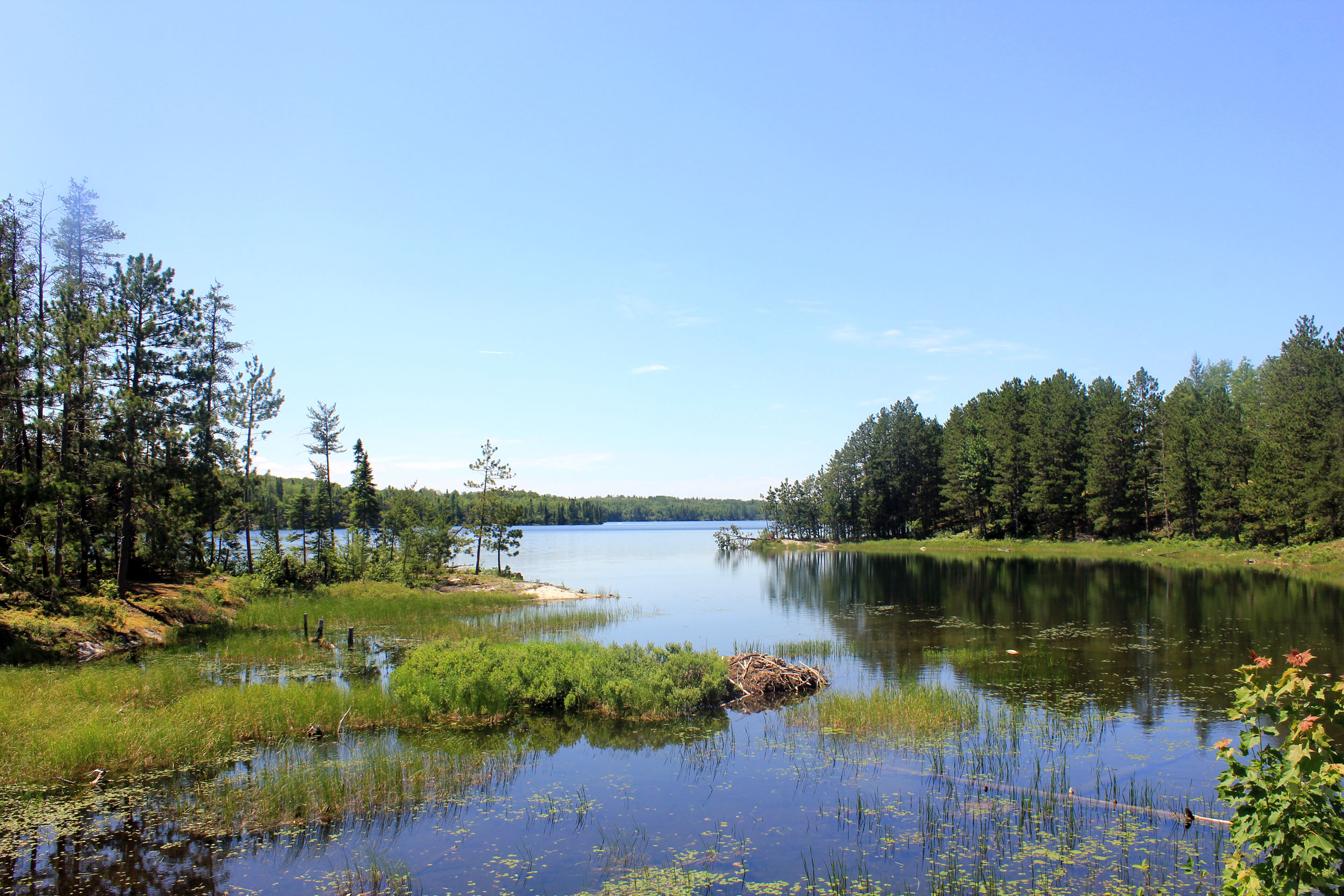
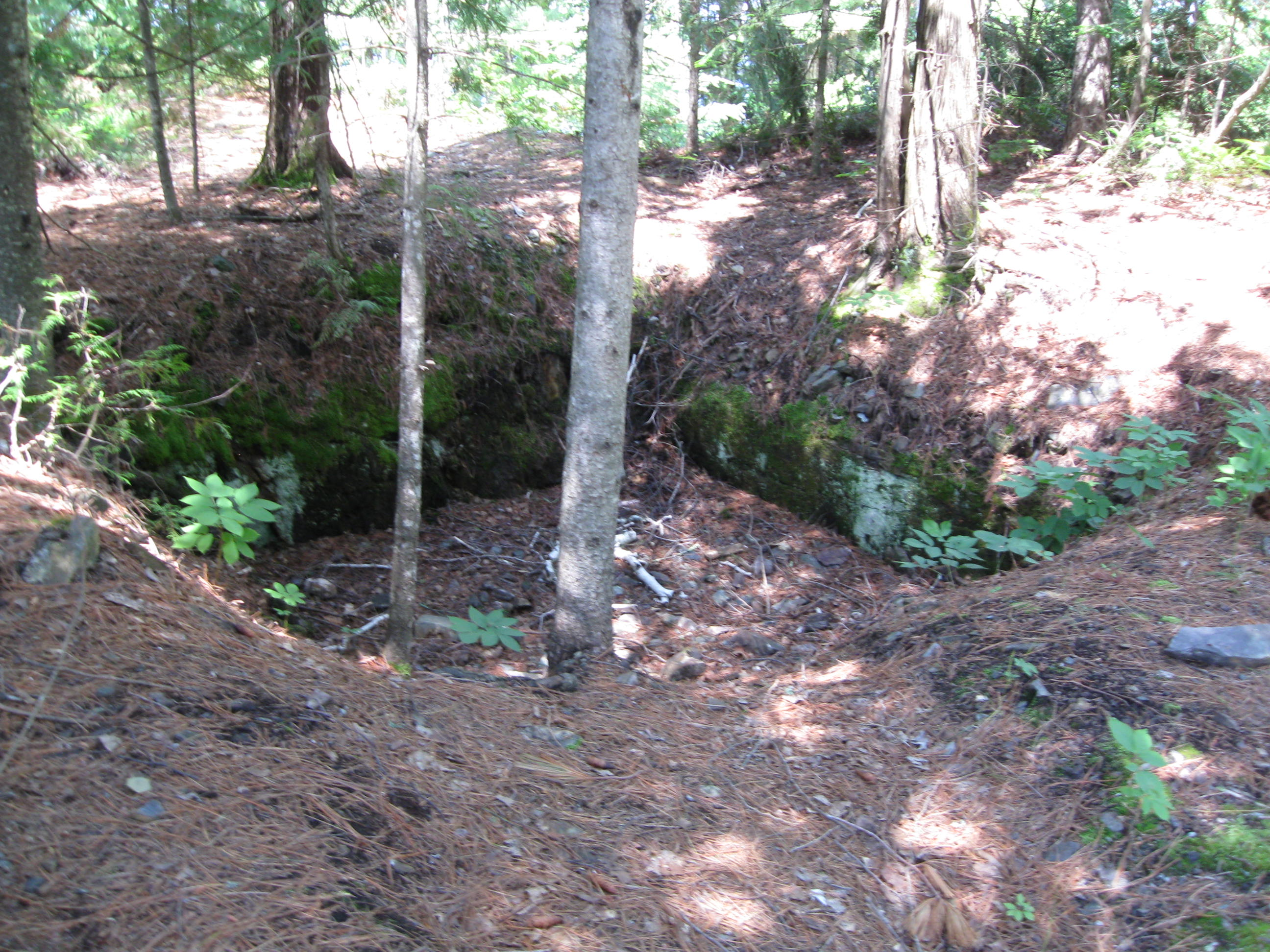
Lyle Mine, une des anciennes mines des Gold Mine Sites.